# Теле (озеро)
Теле (фр. Lac Télé) — озеро на северо-востоке Республики Конго.
Его площадь составляет около 23 км², а объём воды — около 43 млн м³. Имеет округлую форму, диаметр - 5,6 км. Глубина - до 2,5 м, на дне полутораметровый слой осадочных пород. Озеро имеет сток в реку Ликуалу, приток Сангхи, притока Конго, окружено болотами.
В районе озера находится крупнейшая популяция западной равнинной гориллы, насчитывающая более 100 000 особей.